# St. Peter und Paul (Wegfurt)

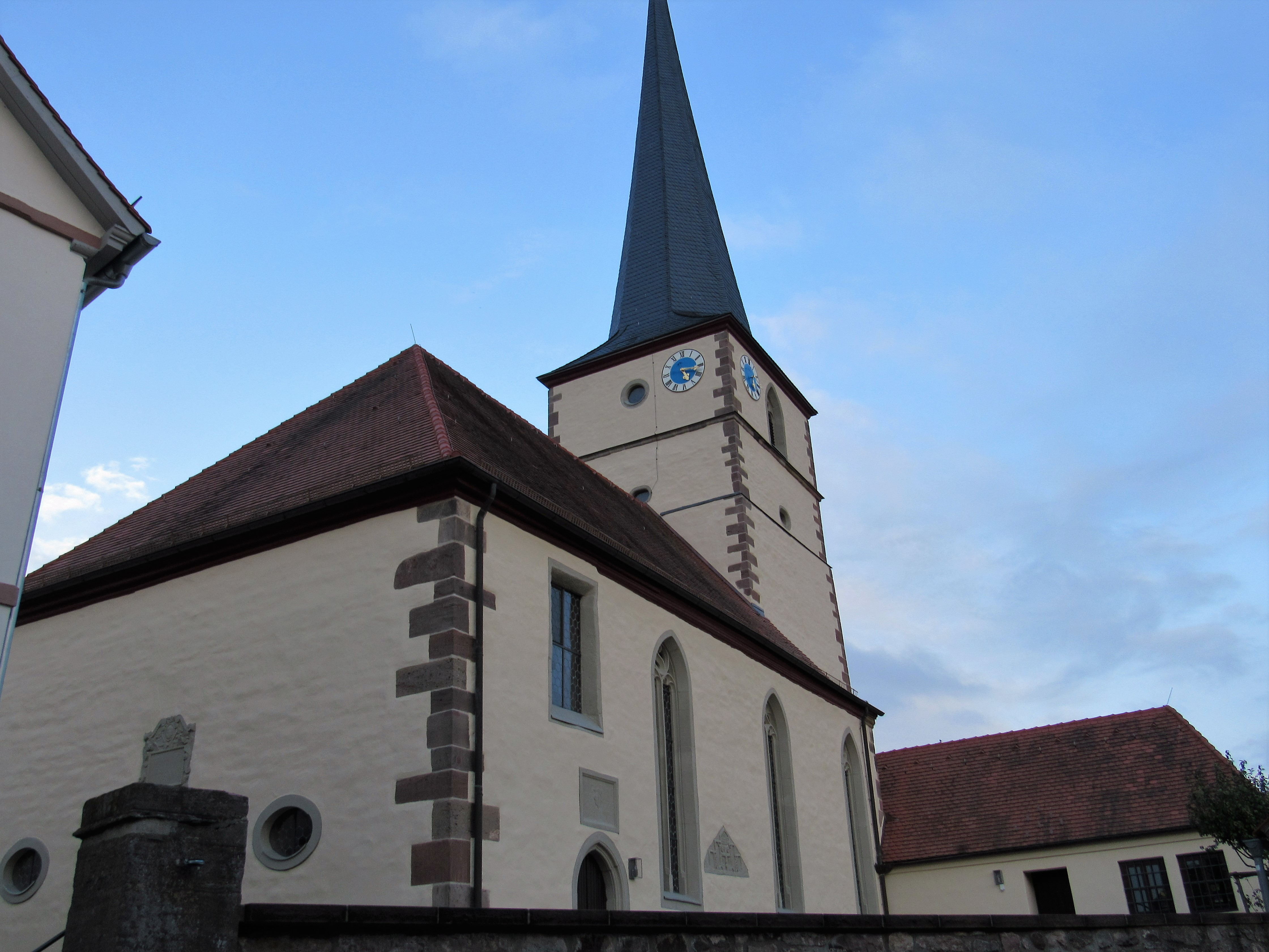
Kirche St. Peter und Paul in Wegfurt

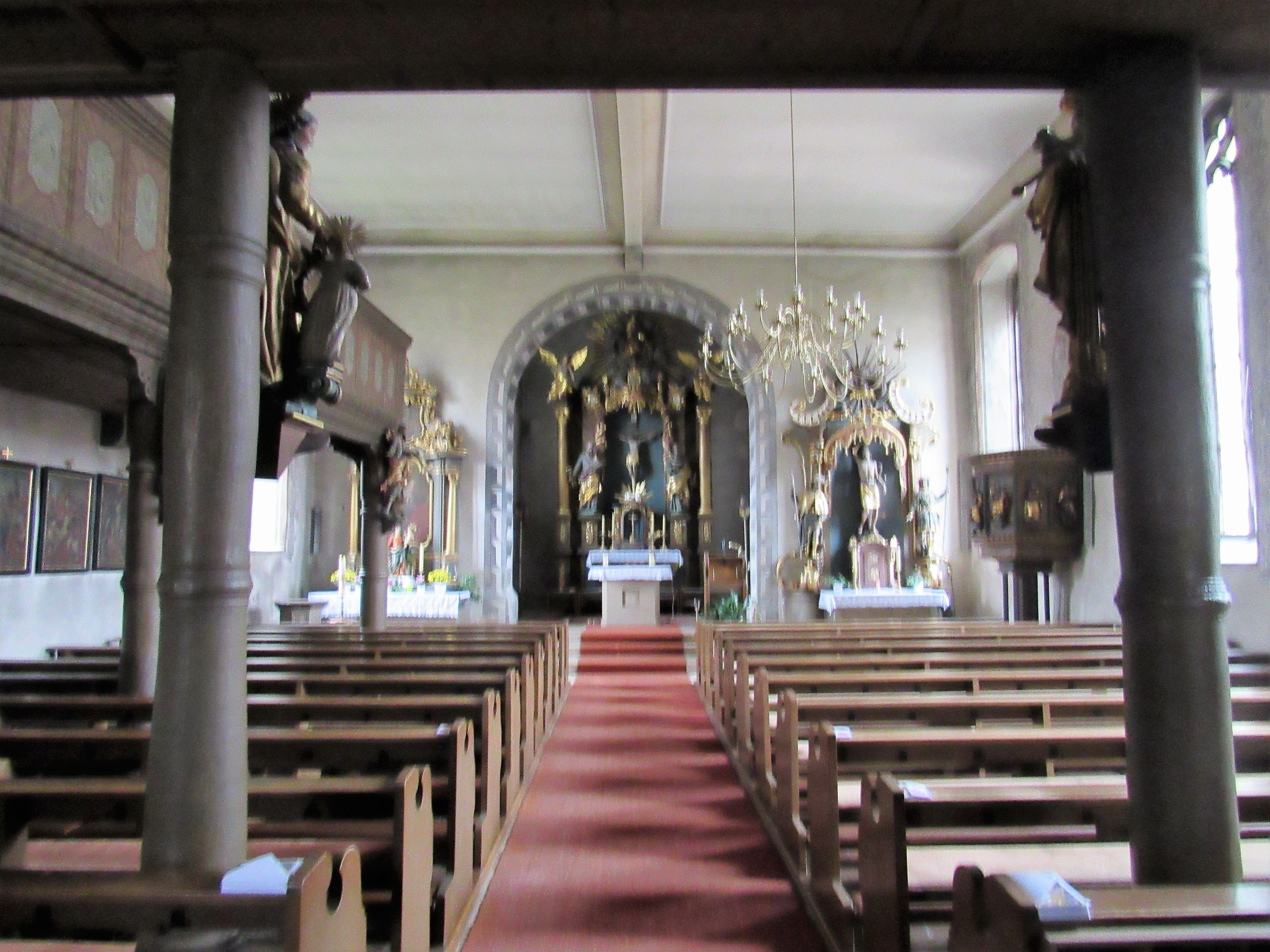
Innenraum der Kirche

Die römisch-katholische Pfarrkirche St. Peter und Paul ist die Dorfkirche von Wegfurt, einem Stadtteil von Bischofsheim in der Rhön. Sie gehört zu den Baudenkmälern Bischofsheims und ist unter der Nummer D-6-73-117-144 in der Bayerischen Denkmalliste registriert.

## Geschichte
Die Grundmauern der Kirche sind mittelalterlich. Ein Tympanonfragment rechts neben dem Seitenportal weist auf eine Vorgängerkirche aus dem frühen 11. Jahrhundert hin. Auf den Grundmauern ließ Fürstbischof Julius Echter von Mespelbrunn ab 1601 durch Meister Caspar  aus Nordheim die heutige Kirche bauen. Die Kirche war 1607 fertiggestellt und wurde am 12. Oktober 1613 eingeweiht. Der Hochaltar kam um 1700 in die Kirche, der rechte Seitenaltar und die Kanzel 1750. Den linken Seitenaltar des Rokoko erhielt die Kirche aus der Klosterkirche Bildhausen.
Nachdem die Kirche im Jahr 1796 als „ruinös“ bezeichnet wurde, stürzten am 23. April 1807 die östliche Mauer und etwa die Hälfte der südlichen Mauer des Kirchturms ein. Die Glocken blieben hängen. Im selben Jahr baute der Maurermeister Michael Schauer aus Saal an der Saale den Kirchturm wieder auf und brachte an der Ostseite eine Stützmauer an.
Im Jahr 1914 wurden die Altäre, die Kanzel und die Stationen restauriert und eine neue Eichenholztreppe zur Empore eingebaut. Mit dem Ausbruch des Ersten Weltkrieges wurden die Arbeiten abgebrochen.
Im Jahr 1934 wurden die Decke und die Wände des Langhauses getüncht. Ein Blitzschlag im Jahr 1935 richtete keinen großen Schaden an. Die Kirche wurde am 7. April 1945 beim Einmarsch der Amerikaner schwer beschädigt. Die Fenster der Südseite waren zerstört, die Decke des Langhauses durch Granatsplitter beschädigt. Mit vielen freiwilligen Helfern wurden die Schäden behoben. Als Folge des Beschusses fiel in der Nacht vom 22. auf den 23. Juli 1945 der Aufsatz des rechten Seitenaltars herunter und zerbrach. Er musste in mühsamer Kleinarbeit wieder zusammengesetzt werden.
Im Jahr 1948 erhielt der Chor statt der Holzdecke eine Mörteldecke. In den Jahren 1960 bis 1967 wurde die Kirche innen und außen renoviert. Dabei wurden in der nördlichen Chorwand ein gotisches Sakramentshäuschen und im Mittelgang des Langhauses das Grab des Priesters Eucharius Mühlfeld aus Mellrichstadt (1678–1679 Pfarrer von Wegfurt) freigelegt. Es war aber von Steinfraß angegriffen und wurde mit Zement verschlossen. Restauriert wurden auch wertvolle Fresken aus dem 17. Jahrhundert an der Südwand.
In den 1980er Jahren wurde an Stelle der Sakristei von 1908 eine neue, deutlich größere Sakristei angebaut.
Im Jahre 2017 fand eine Außenrenovierung der Kirche statt. Im Jahr 2019 begann eine Innenrenovierung.

## Beschreibung
Der Kirchturm steht als Chorturm im Osten. Es handelt sich um einen Julius-Echter-Turm mit spitzbogigen Schallfenstern. Im Untergeschoss befindet sich der flachgedeckte Chorraum.
Das durch einen runden Chorbogen abgetrennte Langhaus ist ebenfalls flachgedeckt. Das Langhaus verfügt über ein spitzbogiges Fenster mit Maßwerk in der nördlichen Wand und vier Fenster in der südlichen Wand. Von letzteren sind die drei vorderen Fenster ebenfalls spitzbogig, das hintere rechteckig. Zwei runde Fenster finden sich in der westlichen Rückwand.

### Inschriften über den Portalen
Über dem Hauptportal und dem Südportal sind Sandsteintafeln mit Inschriften aus der Regierungszeit Julius Echters angebracht. Sie lauten:
|  |  | Bischof Julius hat regirt vierzig Jar und die Pfarr dotiert Baut die Kirch und Pfarrhaus neu! Nachfolget mer aus Vaters Treu Furt ein die alt Religion die erkant frei sein Unterton. Das alles nun zum Glück und Segen der treue Furst thuet Gott ergeben! 1614 | Als Bischoff Julius regiert wardt diese Kirch erweitert und renoviert dem allmächtigen Gott zu Ehren auff das sich mancher Sunder darin desto eher möchte bekehren! 1603 |

## Ausstattung
Der Hochaltar zeigt in der Mitte ein Kruzifix, an den Seiten die Kirchenpatrone Petrus und Paulus. Am linken Seitenaltar ist ein Bild des heiligen Josef zu sehen. Am rechten Seitenaltar ist der heilige Sebastian dargestellt, seitlich der heilige Rochus und der heilige Wendelinus. An der Kanzel befinden sich Figuren der vier Evangelisten. Auf dem Taufstein von 1603 mit Rosettendekoration und Fratze steht eine Plastik, die die Taufe Jesu im Jordan zeigt.
Die frühbarocke Orgel wurde 1729 neu aufgerichtet. Nach einer Inschrift in der Windlade wurde die Orgel 1640 von der Kirche Geroda bei Bad Brückenau gekauft. Sie erhielt 1720 einen Rokokoprospekt und wurde mehrmals restauriert. Im Jahr 1965 wurde sie durch die Firma Hey Orgelbau in Urspringen auf zwei Manuale erweitert.

### Geläut
Die Glocken sind zum Teil sehr alt und wertvoll. Sie bilden das „Parsifal“-Motiv. Im Einzelnen:
| Glocke | Schlagton | Gussjahr | Inschrift                                    |
| ------ | --------- | -------- | -------------------------------------------- |
| 1      | fis′      | 1952     | Heiligstes Herz Jesu, erbarme dich unser     |
| 2      | a′        | 1458     | Math. Mark. Luk. Joh. 1458                   |
| 3      | h′        | 1955     | Ich rufe die Lebenden, ich beklage die Toten |
| 4      | d″        | 1744     | Omnia ad maiorem Dei gloriam                 |